# Miloy
Marcos Hermenegildo Joaquim Henriques, ismertebb nevén Miloy (Luanda, 1981. május 27. –) angolai válogatott labdarúgó.

## Pályafutása

### Klubcsapatban
1998 és 2007 között az InterClube Luanda labdarúgója volt, melynek tagjaként 2007-ben és 2010-ben bajnoki címet szerzett. 2008 és 2012 között a Santos Angola játékosa volt.

### A válogatottban
1999 és 2006 között 13 mérkőzésen szerepelt az angolai válogatottban. Részt vett a 2006-os afrikai nemzetek kupáján és a 2006-os világbajnokságon.

## Sikerei, díjai
InterClube Luanda
- Angolai bajnok (2): 2007, 2010